# Yahoo! Messenger
Yahoo! Messenger (сокращённо Y!M) — программа мгновенного обмена сообщениями компании Yahoo!, использующая собственный протокол. Существовала для платформ Windows, Mac, Linux (Unix). Распространялась бесплатно. Для использования требовалась предварительная регистрация на портале Yahoo!
Программа была предназначена для общения в режиме реального времени с другими пользователями Интернета. Предусмотрены следующие возможности: текстовое общение, голосовое общение, в частности многопользовательский голосовой чат, видеоконференции, звонки на мобильные и стационарные телефоны, обмен файлами, онлайновые игры, настраиваемые онлайновые трансляции музыки, настраиваемый интегрированный доступ к сервисам портала Yahoo! Не имел версии с русифицированным интерфейсом, но разработки в этом направлении велись.
Сервис Yahoo! Messenger был закрыт 17 июля 2018 года. Далее сервис существовал под названием Yahoo! Together, но тоже был закрыт 4 апреля 2019 г.
Яху! Мессенджер предлагал своим пользователям возможность отправки файлов. Файлы могут быть до 2 ГБ каждый. После перезапуска программного обеспечения можно обмениваться только определенными медиафайлами: фотографиями, анимированными GIF-файлами и видео. Он также позволяет обмениваться альбомами с несколькими медиафайлами в одном мгновенном сообщении. Функция анимированного GIF интегрируется с Tumblr, принадлежащим Yahoo!